# Golden Axe Warrior
Golden Axe Warrior è un videogioco di ruolo del 1991 sviluppato e pubblicato da SEGA per Sega Master System. Spin-off della serie Golden Axe, il gioco è incluso nella raccolta Sega Mega Drive Ultimate Collection.

## Modalità di gioco
Il gameplay di Golden Axe Warrior ricorda quello di The Legend of Zelda per Nintendo Entertainment System.